# Museo d'arte sacra (San Gimignano)
Il Museo d'arte sacra di San Gimignano si trovano nell'edificio dell'antico dormitorio dei Cappellani in piazza Pecori 1 a San Gimignano.
La collezione d'arte proviene dai beni dell'Opera della collegiata e venne istituita come museo nel 1930. Il Museo etrusco si formò agli inizi del Novecento con opere provenienti dagli scavi nel territorio.

## Museo d'arte sacra
Il museo è ospitato nella parte principale del palazzo.

### Il piano terra
Vicino all'ingresso sono esposti alcuni frammenti marmorei databili tra il XIV e il XV secolo, e una Pietà ispirata a Donatello di un artista di area forse padana.
La cappella contiene le lastre tombali di Giovanni Moronti e fra' Bernardo da Arezzo (1342), oltre a un altare in pietra del X-XI secolo (dal monastero di San Vittore a Catignano), un crocifisso ligneo dipinto (XIV secolo) e una sedia della balia quattrocentesca, in legno intagliato.
La sala successiva è dedicata alla pittura con la Madonna col Bambino e santi di Fra Paolino (1525), la Discesa al Limbo di Matteo Rosselli, due curiosi giochi ottici dello stesso autore (Cristo/Maddalena e San Francesco/Santa Chiara), una Santa Fina di Francesco Curradi, il Volto Santo adorato da due confratelli di Sebastiano Mainardi, tre tele di Vincenzo Tamagni, quattro sinopie provenienti dalla chiesa di Sant'Agostino di Benozzo Gozzoli, un affresco staccato di Santa Lucia di Lippo e Federico Memmi e infine una Madonna di Nicolò Cannicci. Completano l'esposizione della sala alcuni corali miniati da Nicolò di ser Sozzo e da Lippo Vanni.

### Il primo piano
L'esposizione prosegue al primo piano, con quattro stanze. La prima a destra espone un Crocifisso con santi, affresco staccato di Benozzo Gozzoli, una Madonna col Bambino e santi, affresco e sinopia di Vincenzo Tamagni, Cristo con angelo reggisudario e un santo, scultura marmorea di Goro di Gregorio. La seconda sala presenta un'Annunciazione lignea con policromia di uno scultore senese di fine del Trecento, un pregevole Crocifisso  ligneo dipinto della prima metà del Duecento e due busti di Benedetto da Maiano (Cristo in terracotta e Onofrio di Piero in marmo ) e uno di Pietro Torrigiani (Cristo in marmo).
La terza stanza conserva una Madonna col Bambino in terracotta, derivata da Ghiberti e dipinta da Neri di Bicci, un Crocifisso ligneo di Benedetto da Maiano, una Madonna col Bambino di Bartolo di Fredi, il paliotto delle Colombe (1449-1484) e una sinopia di San Gregorio di Domenico Ghirlandaio.  L'ultima stanza ospita una collezione di paramenti sacri (secoli XVI-XIX) e oreficerie (secoli XIII-XIX), oltre a una scultura di Sant'Antonio Abate in legno policromato di Francesco di Valdambrino.